# Александрос Ладас
Александрос Перикли Ладас (на гръцки: Αλέξανδρος Περικλή Λαδάς) е гръцки политик от първата половина на XX век.

## Биография
Роден е в 1909 година в македонския град Гревена, тогава в Османската империя. Учи право в Атинския университет и в Кеймбриджкия университет. Парламентарната му кариера започва с избирането му за депутат от избирателен район Кожани с Народната партия на изборите през 1936 година. Преизбран е с Народната партия през 1946 година. Впоследствие се присъединява към Националния радикален съюз, от който е избран за депутат в парламента в 1956, 1958 и 1961 година.
Умира на 29 януари 1969 година и е погребан на следващия ден в Първото атинско гробище.